# Gebochelde klepschildpad
De gebochelde klepschildpad of gebochelde klaprandschildpad (Kinixys homeana) is een schildpad uit de familie landschildpadden (Testudinidae). De soort werd voor het eerst wetenschappelijk beschreven door Thomas Bell in 1827. Later werd de wetenschappelijke naam Cinixys homeana gebruikt.
De schildpad bereikt een maximale schildlengte tot 22 centimeter. De schildkleur is bruin, met donkere randen rond de hoornplaten. Het schild heeft een opvallende kromming, alsof het dier een bochel heeft.
Deze schildpad komt voor in Afrika in de landen Benin, Kameroen, Democratische Republiek Congo, Ivoorkust, Equatoriaal-Guinea, Gabon, Ghana, Liberia, Nigeria en mogelijk ook in Togo. De natuurlijke omgevingen van deze soort zijn subtropische of tropische laaglandregenwouden, subtropische of tropische moerassen en plantages. Deze soort wordt echter bedreigd door de teloorgang van deze natuurlijke omgevingen.